# 정문언
정문언(일본명: 사토오 후미히코(佐藤文彦), 1962년 8월 13일 ~)은 태평양 돌핀스에서 뛰었던 재일교포 야구 선수다.

## 등번호
- 58 (1981~1990)
- 8 (1991~1992)

## 같이 보기
- 1991년 태평양 돌핀스 시즌
- 1992년 태평양 돌핀스 시즌